# خط سكة حديد بوتين-فيينتيان
خط سكة حديد بوتين-فيينتيان هو خط سكة حديد قيد الإنشاء في لاوس يربط بين العاصمة فيينتيان وبلدة بوتين على الحدود مع الصين ويعتبر المشروع هو الأضخم في تاريخ لاوس.